# Integral de Darboux
En el área de Análisis Matemático, la integral de Darboux, es una forma de abordar el problema de la integración, denotada usualmente de la siguiente forma:
{\displaystyle \int _{a}^{b}f(x)dx}
esta integral es equivalente a la integral de Riemann. El enfoque de la integral de Darboux se utiliza en varios textos (aunque en varios no se le nombra así, simplemente se le da el nombre de integral o integral de Riemann utilizando el procedimiento de Darboux), en vez de usar la integral de Riemann ya que es más simple de definir que la integral de Riemann e incluso de utilizar.
Es más simple de usar que la integral de Riemann por dos razones: la primera es que nada más consideramos dos sumas, para cada partición, para la integral de Riemann consideramos una infinidad de sumas para cada partición, la segunda es que esta definición nos permite establecer cotas superiores e inferiores de la integral, lo que reditúa en demostraciones más sencillas.
Esta integral fue propuesta por Darboux en 1875, en ese entonces Riemann ya había propuesto su definición de integral. La idea básica de manera informal es la siguiente: queremos hallar el área bajo una función acotada en un intervalo, dividimos el intervalo en subintervalos y formamos dos rectángulos para cada subintervalo, uno que tiene como altura el supremo de la función en cada subintervalo y otro que tiene como altura el ínfimo de la función en cada subintervalo (si la función es continua se puede pensar en el máximo y el mínimo en vez del supremo y el ínfimo), si logramos hacer coincidir la suma de los rectángulos con altura igual al supremo de la función en cada subintervalo con la suma de los rectángulos con altura igual al ínfimo de la función en cada subintervalo (queremos hacer coincidir estas sumas haciendo cada vez más divisiones del intervalo hasta tender a un límite) obtenemos la integral.

## Definición formal
Se requieren tres conceptos antes de definir la integrabilidad de Darboux: la partición de un intervalo, la suma inferior y la suma superior, que a continuación se exponen.

### Partición de un intervalo

Sumas de Darboux inferiores (verde) y superiores (verde más lavanda) para cuatro subintervalo

Sea {\displaystyle [a,b]} un intervalo cerrado en los números reales. Una partición de {\displaystyle [a,b]} es un subconjunto finito {\displaystyle P=\left\lbrace x_{0}=a,x_{1},...,x_{n}=b\right\rbrace } tal que {\displaystyle x_{i}>x_{i-1}}, con {\displaystyle i=1,...,n}.
Lo que está haciendo, en pocas palabras, es cortar al intervalo en subintervalos disjuntos, cuya unión forma el intervalo original.

### Suma inferior y suma superior
Sea {\displaystyle f} una función acotada sobre un intervalo {\displaystyle [a,b]}, {\displaystyle P=\left\lbrace x_{0}=a,x_{1},...,x_{n}=b\right\rbrace } una partición de {\displaystyle [a,b]} y se define, para cada {\displaystyle i=1,...,n}:
{\displaystyle m_{i}=\inf \left\lbrace f(x)|x_{i-1}\leq x\leq x_{i}\right\rbrace }, 

{\displaystyle M_{i}=\sup \left\lbrace f(x)|x_{i-1}\leq x\leq x_{i}\right\rbrace }
Entonces la suma inferior de {\displaystyle f} sobre {\displaystyle P}, designada por {\displaystyle L(f,P)} (del inglés lower), se define como:
{\displaystyle L(f,P)=\sum _{i=1}^{n}m_{i}(x_{i}-x_{i-1})}
y la suma superior de {\displaystyle f} sobre {\displaystyle P}, designada por {\displaystyle U(f,P)} (del inglés upper), como:
{\displaystyle U(f,P)=\sum _{i=1}^{n}M_{i}(x_{i}-x_{i-1})}
También puede emplearse la notación {\displaystyle S(f,P)} para la suma superior y {\displaystyle s(f,P)} para la inferior.

### Integrabilidad de Darboux
Sea {\displaystyle f} una función acotada en {\displaystyle [a,b]}. Se denotará por {\displaystyle {\mathcal {P}}([a,b])} al conjunto de todas las particiones de {\displaystyle [a,b]}.  Siempre se pueden definir las siguientes:

La integral inferior de Darboux de {\displaystyle f} en {\displaystyle [a,b]} es
{\displaystyle L(f)={\sup\{L(f,P)\,|\,P\in {\mathcal {P}}([a,b])}\}}.
La integral superior de Darboux de {\displaystyle f} en {\displaystyle [a,b]} es
{\displaystyle U(f)={\inf\{U(f,P)\,|\,P\in {\mathcal {P}}([a,b])}\}}.
También se utilizan las notaciones  {\displaystyle {\underline {\int _{a}^{b}}}f(x)\,dx} o {\displaystyle {\underline {\int _{a}^{b}}}f} para la integral inferior y {\displaystyle {\overline {\int _{a}^{b}}}f(x)\,dx} o {\displaystyle {\overline {\int _{a}^{b}}}f} para la integral superior.
Así, la integral inferior es la cota superior más pequeña para las sumas inferiores y la integral superior la cota inferior más grande para las sumas superiores.
Cuando ocurre que {\displaystyle L(f)=U(f)}, decimos que es {\displaystyle f} es Darboux integrable sobre {\displaystyle [a,b]}. En tal caso, a este valor común se le llama la integral de {\displaystyle f} sobre el intervalo {\displaystyle [a,b]}, y se denota {\displaystyle \int _{a}^{b}\!f(x)\,dx}, o {\displaystyle \int _{a}^{b}\!f}. 

## Propiedades

### Criterio de integrabilidad de Riemann[1]
Una función {\displaystyle f} es Darboux integrable sobre {\displaystyle [a,b]} si y solamente si para todo {\displaystyle \varepsilon >0} existe una partición {\displaystyle P_{\varepsilon }} de {\displaystyle [a,b]} tal que
{\displaystyle U(f,P_{\varepsilon })-L(f,P_{\varepsilon })<\varepsilon }.

### Equivalencia con la Integral de Riemann
Una función {\displaystyle f} es Darboux integrable sobre {\displaystyle [a,b]} si y solamente si es Riemann Integrable sobre {\displaystyle [a,b]}; y en tal caso las integrales coinciden.

### Linealidad
Sean {\displaystyle f} y {\displaystyle g} funciones Darboux integrables sobre {\displaystyle [a,b]}. Entonces
{\displaystyle \int _{a}^{b}cf(x)\,dx=c\int _{a}^{b}f(x)\,dx} para todo {\displaystyle c\in \mathbb {R} }.
{\displaystyle \int _{a}^{b}(f(x)+g(x))\,dx=\int _{a}^{b}f(x)\,dx+\int _{a}^{b}g(x)\,dx}.